# Георг Албрехт фон Бранденбург-Кулмбах (1666–1703)
Георг Албрехт фон Бранденбург-Кулмбах (на немски: Georg Albrecht von Brandenburg-Kulmbach; * 27 ноември 1666 в замък Пласенбург в Кулмбах; † 14 януари 1703 в Оберкотцау) от страничната линия Кулмбах-Бранденбург на фамилията Хоенцолерн е неуправляващ маркграф на франкското княжество Бранденбург-Кулмбах. Той основава за синовете си баронския род „фон Котцау“.
Той е син на неуправляващия маркграф Георг Албрехт фон Бранденбург-Байройт-Кулмбах (1619 – 1666) и втората му съпруга София Мария Маргарета фон Золмс-Барут-Вилденфелс (1626 – 1688), вдовица na фрайхер Георг Ернст фон Шьонбург-Лихтенщайн (1601 – 1664), втората дъщеря на граф Йохан Георг II фон Золмс-Барут (1591 – 1632) и графиня Анна Мария фон Ербах-Фюрстенау (1603 – 1663).
Той е роден след смъртта на баща му. Както по-големия му полубрат той посещава гимназията в Байройт и получава възпитание от Йохан Георг Лайритц (1647 – 1716). По време на пътуването му във Франция, придружен от дворцовия майстер Карл Фридрих фон Бозе, той тежко се разболява.
Баща му умира на 27 септември 1666 г. и е наследен от син му от първия брак Христиан Хайнрих.
Георг Албрехт умира на 36 години и е погребан в градската църква в Байройт. Старата и младата линия на двата му сина измира през 1976 г.

## Фамилия
Георг Албрехт фон Бранденбург-Кулмбах се жени (морганатичен брак) в Алт Кинсберг, Бохемия, против протеста на фамилията му, на 7 май 1699 г. за Регина Магдалена Лутц (* 22 април 1678; † 27 октомври 1755 в дворец Оберкотцау), дъщеря на амтман и съветник Йохан Петер Лутц. През 1701 г. съпругата му получава титлата „мадам де Котцау“/„фрау фон Котцау“ (Madame de Kotzau). Те имат три сина:
- Фридрих Кристиан Вилхелм, фрайхер и едле хер фон Котцау (* 5 декември 1700, Оберкотцау; † 26 април 1739, Оберкотцау), женен на 24 октомври 1731 г. в Оберкотцау за графиня Кристиана фон Шьонбург-Шварценбах (* 19 декември 1713; † 8 април 1780)
- Фридрих Карл, фрайхер фон Котцау (* 1702, Оберкотцау; † 1703, Оберкотцау)
- Фридрих Август, фрайхер фон Котцау (* 1703, Оберкотцау; † 1769, Оберкотцау), женен I. 1727 г. в Оберкотцау за Кристиана Елеонора фон Райтценщайн (* 1709, Лихтенберг; † 1761, Оберкотцау), II. 1761 г. в Рудолщат за Кристина-София фон Кетелходт (* 1730, Рудолщат; † 1796)